# Carex verticillata
Carex verticillata är en halvgräsart som beskrevs av Heinrich Zollinger och Alexandre Moritzi. Carex verticillata ingår i släktet starrar, och familjen halvgräs. Inga underarter finns listade i Catalogue of Life.